# Сергієнко Олександр Федорович
Олекса́ндр (Оле́сь) Фе́дорович Сергіє́нко (25 червня 1932, с. Тьоткіно, Глушковський район, Курська область, РРФСР — 23 вересня 2016, Київ, Україна) — український громадський і політичний діяч, шістдесятник. Політв'язень. Член Всеукраїнського товариства політичних в'язнів і репресованих. Кавалер ордена «За заслуги» (2007).

## Життєпис

Могила Олександра Сергієнка, Байкове кладовище

Інженер за першою вищою освітою (Київський сільгоспінститут), медик — за другою: вчився в Київському медичному інституті. У 1965 р. увійшов до оргкомітету постійно діючого диспуту з питань української мови та культури, діяльність якого була припинена репресивними методами. 28.05.1966, за спробу потрапити на міський вечір пам'яті І. Франка, разом з М. Холодним заарештований на 15 діб і, як наслідок, 1967 р. виключений з медінституту.
Працював митцем-реставратором, інженером-механіком, учителем креслення у Києві — там, де міг влаштуватися на роботу, бо за «антирадянську діяльність» йому не давали нормально працювати; в 1960-х pp. — учасник протестних акцій проти переслідувань діячів української культури.
1972 року засуджений на 7 років таборів і 3 роки заслання, перебував у Пермських таборах; 1973 року додатково засуджений на 3-річне ув'язнення у Володимирській в'язниці.
На початку 1990 рр. активно включився в національні-політичні рухи. Займався питаннями освіти, будучи депутатом Київської міської ради 1994—1998 рр.скликання, працював в комітеті з освіти. У 1994 (в 62 роки) здобув ступінь магістра державного управління і самоврядування в ІДУС (тепер НАДу при Президенті України).
З 28 жовтня 1995 р. по 22 травня 2002 р. очолював Українську Християнсько-Демократичну партію.
З 2006 р. брав участь у відродженні та очолив Українську республіканську партію Лук'яненка.
З 2006 р. брав участь у створенні та очолив політсилу Українська партія.
Помер у Києві 23 вересня 2016 року. Похований 28 вересня 2016 року на Байковому кладовищі (ділянка № 33).

### Родина
Був одружений, виховав сина та доньку.
- Мати — дисидентка, правозахисниця Оксана Мешко (1905—1991).
- Дядько — журналіст-публіцист, діяч ОУН—УПА Омелян Логуш (1912—1982).
- Тітка — політична діячка, активістка ОУН Катерина Мешко (1913—1991).
- Двоюрідний брат — науковець-економіст, громадський діяч Юрій Логуш (нар. 1945).
- Дружина — дисидентка Звенислава Вівчар (1947—2021)[2].

## Відзнаки
- Орден «За заслуги» III ступеня, 18 січня 2007 року[3]
- Хрест Івана Мазепи (23 лютого 2010) — за вагомий особистий внесок у відродження історичної спадщини українського народу, багаторічну плідну професійну діяльність[4]